# Zofia Dygdała-Komperda
Zofia Dygdała-Komperda (ur. 12 stycznia 1922, zm. 9 kwietnia 2008 w Lublinie) – polska „Sprawiedliwa wśród Narodów Świata”.

## Życiorys
W trakcie II wojny światowej mieszkała w Przemyślu, który do 1941 r. był podzielony na strefę niemiecką i sowiecką. Jedną z jej koleżanek była Żydówka Łucja Meister. Podczas okupacji, w 1942 r. Zofia zdobyła dla niej fałszywe dokumenty oraz wywiozła ją do swojej krewnej - ciotki - pod Przeworskiem, gdzie ukryła ją na wsi. Szybko jednak zaczęto coś podejrzewać w okolicy, więc Zofia przeniosła ją do pobliskiej wsi, gdzie Łucja pracowała aż do 1944 r. gdy tereny te obsadziła Armia Czerwona. Ponadto, Zofia uratowała również brata Łucji, Bertolda (Tolka) Meistera, zabierając go z getta i przechowując we własnym domu w Przemyślu. Również dla niego załatwiła fałszywe dokumenty (na nazwisko Władysław Jach), znalazła mu też pracę u swojego ojca, konserwatora zabytków. Meister przebywał do 1944 r. we wsi Wola Zgłobieńska. Zofia pomogła również nieznanej dziewczynce żydowskiej (według innej relacji, dwójce dzieci, które znalazła na ulicy), którą wsparła w jej staraniach o wyjazd pod przykrywką na roboty do Rzeszy.   

Działała wyłącznie z pobudek humanitarnych o czym wielokrotnie wspominała po wojnieː   
"Tak bardzo współczułam tym, którym groziła śmierć tylko za to, że byli Żydami”.   
Mówiła równieżː
"Miałam wtedy 19 lat i wiarę w to, że wszystko musi się udać”.
11 sierpnia 1992 r. Instytut Jad Waszem uhonorował Zofię Dyrdałę-Komperdę medalem „Sprawiedliwy wśród Narodów Świata”.
W 2007 r. Prezydent RP Lech Kaczyński odznaczył ją Krzyżem Komandorskim Orderu Odrodzenia Polski.